# پلزنت هیل، ایلینوی
پلزنت هیل (به انگلیسی: Pleasant Hill) یک روستا در ایالات متحده آمریکا است که در ایلینوی قرار دارد. پلزنت هیل ۲٫۱۰ کیلومتر مربع مساحت و ۹۶۶ نفر جمعیت دارد.